# Znicz Pamięci Pokoju w Luboniu
Znicz Pamięci Pokoju w Luboniu – pomnik w Luboniu, w dzielnicy Żabikowo, na placu bł. Edmunda Bojanowskiego, niedaleko kościoła św. Barbary. Został odsłonięty w październiku 1988. Przy pomniku odbywają się wszystkie oficjalne miejskie uroczystości.
Na postumencie o wymiarach 5 na 3 metry znajduje się metalowa rzeźba wysokości 3 metrów. Na bocznej ścianie umieszczone są lata: 1918, 1939, 1945 oraz 1988. Autorką rzeźby jest Irena Rosińska.